# 池田学 (画家)

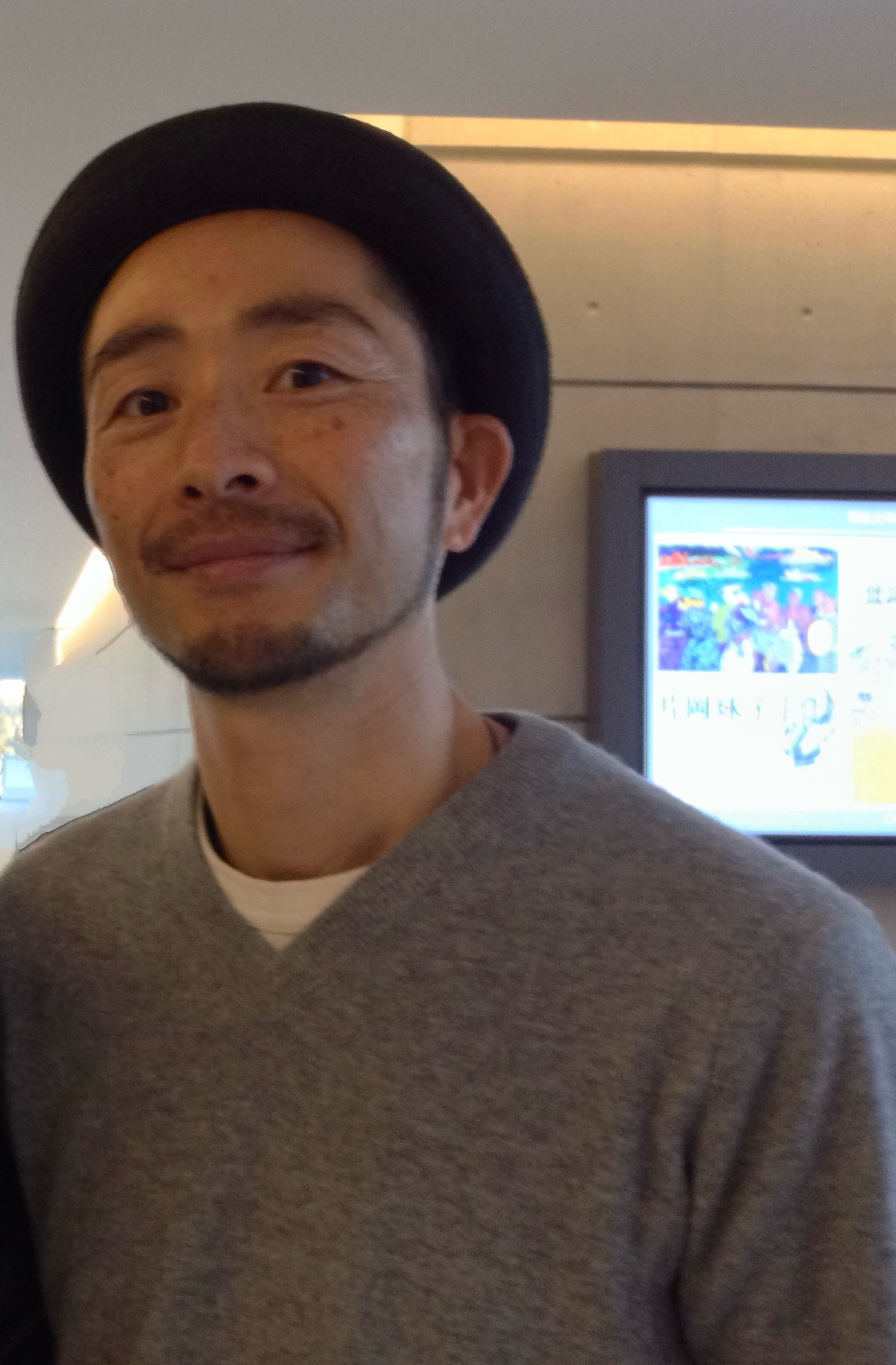
2017年2月撮影

池田 学（いけだ まなぶ、1973年〈昭和48年〉10月28日生- ）は、日本の画家。カラーインクとペンを用いたボリューム感のある緻密描写が特徴的。
アクリル顔料インク、丸ペン、フランス製美術用紙「アルシュ」を使い作品を描く。全体の下絵は描かずイメージしながら緻密に描くため、1日（8時間）に描けるのは10センチメートル四方ほど。
趣味はロッククライミング、フリースタイルスキー、登山。

## 経歴
1973年、佐賀県多久市に生まれる。佐賀北高校芸術コースを卒業。東京藝術大学美術学部デザイン科卒業後、2000年に東京藝術大学大学院修士課程修了。2001年、「再生」が第4回はままつ全国絵画公募展大賞ならびに佐賀銀行文化財団新人賞を受賞。2011年より文化庁芸術家在外研修員としてバンクーバーに滞在し、2013年よりアメリカ・ウィスコンシン州マディソンにあるチャゼン美術館にて滞在し、制作を行っている。
2000年から10年間、朝日新聞で法廷画家をしており、オウム事件やライブドア事件などの法廷画を描いている。

## 主な作品
- 「厳ノ王」（1998年卒業制作）
- 「再生」（2001年） 160.5cm×161cm 浜松市美術館蔵
- 「存在」（2004年） 145cm×210cm
- 「くさかまきり」（2004年） チャゼン美術館蔵
- 「方舟」（2005年）89.5×130.5cm	森美術館蔵
- 「興亡史」（2006年）200cm×200cm　高橋コレクション蔵
- 「予兆」（2008年）190×360cm
- 「Meltdown」（2013年） チャゼン美術館蔵